# 芒德鎮區 (密蘇里州貝茨縣)
芒德鎮區（英語：Mound Township）是位於美國密蘇里州貝茨縣的一個行政鎮區。

## 地方資料
芒德鎮區的面積為93.82平方千米，當中陸地面積為93.59平方千米，而水域面積為0.23平方千米。根據2020年美國人口普查的數據，當地共有人口759人，而人口密度為每平方千米8.09人。